# سینت فیلیپ لند
سینت فیلیپ لند (به هلندی: Sint Philipsland) یک منطقهٔ مسکونی در هلند است که در تولن (هلند) واقع شده‌است. سینت فیلیپ لند ۴۰٫۱۹ کیلومتر مربع مساحت و ۲٬۶۸۶ نفر جمعیت دارد.